# Synaphris letourneuxi
Synaphris letourneuxi és una espècie d'aranyes araneomorfs de la família dels sinàfrids (Synaphridae). Fou descrita per primera vegada per Eugène Simon el 1894 amb el nom de Grammonota letourneuxi.
Aquesta espècie és endèmica d'Egipte. És anomenada així en honor d'Aristide Horaci Letourneux (1820-1891).